# Luciano Albertini
Pour les articles homonymes, voir Albertini.
Luciano Albertini (né le 30 novembre 1882 à Lugo et mort le 6 janvier 1945 à Budrio) est un acteur italien.

## Filmographie partielle
- 1921 : Il mostro di Frankenstein d'Eugenio Testa
- 1921 : Julot, l'Apache de Joseph Delmont et Hertha von Walther
- 1924 : Mister Radio de Nunzio Malasomma
- 1926 : La Minute tragique de Karl Gerhardt
- 1932 : On a perdu la vedette de Max Nosseck